# Jadav Payeng
Jadav "Molai" Payeng (sinh năm 1963) là một nhà hoạt động môi trường và người trồng rừng đến từ Majuli, thường được biết đến với biệt danh "Người rừng của Ấn Độ" (Forest Man of India). Trong nhiều thập kỷ, ông đã trồng và chăm sóc cây cối trên một bãi cát dọc sông Brahmaputra, biến nó thành một khu bảo tồn rừng. Khu rừng được gọi là rừng Molai theo tên ông, nằm gần Kokilamukh của Jorhat, Assam, Ấn Độ có diện tích khoảng 550 hecta (5,5 kilômét vuông). Năm 2015, ông vinh dự nhận được Padma Shri, giải thưởng dân sự cao quý thứ tư ở Ấn Độ.